# Elk Creek (Kentucky)
Elk Creek es un lugar designado por el censo ubicado en el condado de Spencer en el estado estadounidense de Kentucky. En el Censo de 2010 tenía una población de 1539 habitantes y una densidad poblacional de 101,57 personas por km².

## Geografía
Elk Creek se encuentra ubicado en las coordenadas 38°6′55″N 85°22′18″O / 38.11528, -85.37167. Según la Oficina del Censo de los Estados Unidos, Elk Creek tiene una superficie total de 15.15 km², de la cual 14.99 km² corresponden a tierra firme y (1.04%) 0.16 km² es agua.

## Demografía
Según el censo de 2010, había 1539 personas residiendo en Elk Creek. La densidad de población era de 101,57 hab./km². De los 1539 habitantes, Elk Creek estaba compuesto por el 95.65% blancos, el 2.01% eran afroamericanos, el 0% eran amerindios, el 0.84% eran asiáticos, el 0% eran isleños del Pacífico, el 0.13% eran de otras razas y el 1.36% pertenecían a dos o más razas. Del total de la población el 1.49% eran hispanos o latinos de cualquier raza.